# داکوتا اسکای
داکوتا اسکای (انگلیسی: Dakota Skye; ۱۷ آوریل ۱۹۹۴ – ۹ ژوئن ۲۰۲۱) بازیگر پورنوگرافی اهل ایالات متحده آمریکا بود. وی بین سال‌های ۲۰۱۳ تا ۲۰۱۹ میلادی فعالیت می‌کرد.